# Kantonsallegorie

Basilea auf einem Plakat von Emil Beurmann, 1892

Kantonsallegorien sind allegorische Frauenfiguren, welche schweizerische Kantone versinnbildlichen.
In der zweiten Hälfte des 17. Jahrhunderts tauchen in den städtischen Kantonen und zugewandten Orten der Eidgenossenschaft allegorische Frauengestalten mit dem jeweiligen Standeswappen und anderen Attributen (z. B. Mauerkrone, Lanze) auf. Dadurch drückten die jeweiligen Orte ihren Anspruch auf einen souveränen Status aus, nachdem den eidgenössischen Orten im Westfälischen Frieden (1648) «Freiheit und Exemtion» vom Heiligen Römischen Reich gewährt worden war.
Bekannte Beispiele für Kantonsallegorien sind die Berna (für Bern), die Basilea (für Basel), die Geneva (für Genf), die Tigurina Virgo (für Zürich) und die Lucerna (für Luzern). Sie stellten damit Staats- und Stadtallegorien in einem dar. Generell finden sich Kantonsallegorien vor allem in reformierten Stadtorten, während die katholischen Orte, insbesondere die ländlichen Kantone, andere Formen der figürlichen Repräsentation bevorzugten, namentlich durch Heilige.
Im 19. Jahrhundert entstanden neue Kantonsallegorien in Kantonen, die zuvor Untertanengebiete gebildet hatten, etwa die Argovia im Kanton Aargau oder die Thurgovia im Kanton Thurgau. 
Nach der Errichtung des schweizerischen Bundesstaates (1848) verloren die Kantonsallegorien an Bedeutung, da sie nun ihre Stellung als «souveräne Jungfrauen» an die Landesallegorie Helvetia einbüssten, die als Verkörperung der Eidgenossenschaft ebenfalls in der zweiten Hälfte des 17. Jahrhunderts erstmals aufgetaucht war.
Kantonsallegorien finden sich am häufigsten auf Medaillen. Im späten 19. Jahrhundert traten Kantonsallegorien auch regelmässig in Festumzügen und historischen Festspielen auf.